# グラツィア・デレッダ
グラツィア・デレッダ（Grazia Deledda、1871年9月27日 - 1936年8月15日）はイタリアの詩人、小説家。1926年にノーベル文学賞を受賞。

## 生い立ち
彼女はサルデーニャ島のヌーオロで裕福な家庭に生まれた。小学校で学んだ後、家庭教師に学び、その後独学で文学を学ぶ。
彼女は最初にいくつかの小説を「L'ultima moda」誌に発表し、その後散文と詩を発表した。1890年に発表された「Nell'azzurro」が彼女の処女作と見なされる。
1899年10月に陸軍省の官吏であるパルミロ・マデサーニと出会い1900年に結婚、その後ローマに移り住む。1903年に出版した「Elias Portolu」の成功で彼女は作家として認められ、その後多くの作品を発表していく。
彼女の現実を克明に描き、デカダン派の影響もあった作品はルイジ・カプアーナやジョヴァンニ・ヴェルガといった作家から高く賞賛された。

## 主な著作
- Fior di Sardegna （1892年）
- Le vie del male（1892年）
- Racconti sardi（1895年）
- Anime oneste（1895年）
- Elias Portolu（1903年）
- Cenere（1904年）
- L'edera（1912年）
- Canne al vento（1913年）
- Marianna Sirca（1915年）
- La madre（1920年）
- La fuga in Egitto（1925年）
- Il sigillo d'amore（1926年）
- Cosima（1937年）- 歿後に刊行
- Il cedro del Libano（1939年）- 歿後に刊行

### 邦訳
- 悪の道（有島生馬、岩崎純孝訳　世界文学全集　新潮社　1932年）
- 正直な心（下位文子訳　春陽堂　1933年）
- 愛の封印（岩崎純孝訳　山本書店　1936年）
- 二つの真心（隈部逸人訳　弘文堂　1940年）
- 砂漠の中（岩崎純孝訳　ノーベル賞文学叢書　今日の問題社　1940年）
- 実義な人々（原田謙次訳　モダン日本社　1941年）
- 邪道（有島生馬訳　日本出版社　1942年）
- 常春藤（柏熊達生訳　河出書房　1952年）
- 灰（丸弘訳　弘文堂　1966年）
- コロンバ 誘惑 マルヴー一家（大久保昭男訳　ノーベル賞文学全集　主婦の友社　1972年）